# Une aussi longue absence (film, 1985)
Pour les articles homonymes, voir Une aussi longue absence.
Pour plus de détails, voir Fiche technique et Distribution.
Une aussi longue absence (Μια τόσο μακρινή απουσία (Mia tosso makrini apoussia)) est un film grec réalisé par Stavros Tsiolis et sorti en 1985.

## Synopsis
Une jeune femme, Angeliki, a une relation difficile avec sa mère qui l'accuse de ne pas voir la réalité en face. Angeliki refuse de faire interner sa sœur, autiste, dans un asile psychiatrique. Elle se heurte à l'incompréhension de son entourage. Les deux sœurs partent s'installer dans un petit village du Péloponnèse. Elles en sont chassées par l'hostilité des habitants. Elles sont obligées de revenir à Athènes. Afin de défendre son choix de vie, Angeliki s'enferme dans son appartement avec sa sœur. Elle cloue la porte d'entrée. Peu à peu les deux femmes s'enfoncent dans le silence.

## Fiche technique
- Titre : Une aussi longue absence
- Titre original : Μια τόσο μακρινή απουσία (Mia tosso makrini apoussia)
- Réalisation : Stavros Tsiolis
- Scénario : Stavros Tsiolis
- Direction artistique : Mikes Karapiperis
- Décors :
- Costumes :
- Photographie : Yórgos Arvanítis
- Son : Thanassis Arvanitis
- Montage : Kostas Iordanidis
- Musique : Stamátis Spanoudákis
- Production :  Stavros Tsiolis, Yórgos Arvanítis et Centre du cinéma grec
- Pays d'origine :  Grèce
- Langue : grec
- Format :  Couleurs - 35 mm - 1:1.66
- Genre : Drame
- Durée : 84 minutes
- Dates de sortie : Octobre 1985 : Festival du cinéma grec 1985 (Thessalonique)

## Distribution
- Pemy Zouni
- Dimitra Hatoupi
- Minas Chatzissavas
- Zaharias Rochas
- Konstantinos Tzoumas
- Betty Valassi

## Récompenses
- Festival du cinéma grec 1985 (Thessalonique) : meilleure actrice, meilleure image, meilleure actrice dans un second rôle, meilleur acteur dans un second rôle, mention spéciale de l'Union panhellénique des critiques de cinéma (PEKK)